# 艾爾斯沃思 (印地安納州)
艾爾斯沃思（英語：Aylesworth）是位於美國印地安納州方廷縣的一個非建制地區。該地的面積和人口皆未知。